# راينهارد ماركس
راينهارد ماركس (بالألمانية: Reinhard Marx)‏ (و. 1953  م) هو كاهن كاثوليكي، وكاتب، وعالم عقيدة، وأستاذ جامعي ألماني، ولد في غيسيكه.

## مناصب
تولى منصب رئيس أساقفة ميونيخ وفريسينج ‏ (منذ 30 نوفمبر 2007)، والكاردينال، وأسقف كاثوليكي.

## التعليم
تعلم في جامعة الرور في بوخوم.

## جوائز
حصل على جوائز منها:
- جائزة أسطفانوس  [لغات أخرى]‏ (2010)
- وسام الاستحقاق البافاري
- Knight Grand Cross in the Order of the Holy Sepulchre ‏
- الميدالية الدستورية البافارية الذهبية ‏.

## روابط خارجية
- راينهارد ماركس على موقع مونزينجر (الألمانية)